# August Weismann
Friedrich Leopold August Weismann (Frankfurt am Main, 1834. január 17. - Freiburg im Breisgau, 1914. november 5.) német zoológus, evolúcióbiológus. Ernst Mayr Darwin után a 19. század legfontosabb evolúcióbiológusának nevezte. Leginkább a csíraplazma-elméletéről ismert, miszerint a soksejtű szervezetek csak az ivarsejtjeikben lévő információt adják át utódaiknak, a testi sejtek nem adják tovább a tulajdonságaikat. Egy híres kísérletében öt generáción át vágta le az egerek farkát, de az újszülöttek továbbra is teljes hosszúságú farokkal születtek. Ezzel megcáfolta a szerzett tulajdonságok örökölhetőségét, amin Jean-Baptiste Lamarck fejlődéselmélete alapult.

## Pályafutása
August Weismann 1834. január 16-án született Frankfurtban Johann (Jean) Konrad Weismann (1804–1880) gimnáziumi tanár (klasszikus nyelveket és teológiát tanított) és felesége,  Elise Lübbren (1803–1850), a stadei polgármester lányának gyermekeként. Polgári nevelést kapott, négyéves korától már zenét tanult, 14 évesen pedig a Frankfurter Städelsche Institut-ban vett festészeti órákat Jakob Beckertől. Zongoratanára példáját követve August is lelkes lepkegyűjtő lett, de szülei a limitált karrierlehetőségek miatt nem engedték meg neki, hogy természettudományt tanuljon. A család barátja, a neves vegyész, Friedrich Wöhler tanácsára végül orvosnak tanult Göttingenben. 1856-ban fejezte be az egyetemet, disszertációját a hippursav szintéziséről írta az emberi szervezetben.
Az egyetem után a rostocki városi kórházban kezdett dolgozni, emellett a helyi egyetemen kémiát kezdett tanulni. Két tudományos közleményt is megjelentetett, amelyekkel díjat nyert: egyik a hippursav szerepéről a növényevőkben írta, a másikat a Balti-tenger vizének sótartalmáról. Utóbbi miatt lemondott arról, hogy vegyész legyen, mert nem érezte magát elég precíznek hozzá.
Miután tanulmányutat tett Bécs klinikáin és múzeumaiban, letette az orvosi államvizsgát és 1858-ban praktizáló orvosként Frankfurtban telepedett meg. A következő évben kitört az itáliai háború, Weismann pedig katonaorvosként belépett a hadseregbe. Szabadságai alatt, bejárta Észak-Itáliát és Tirolt. Ezután Párizsban Isidore Geoffroy Saint-Hilaire és Alphonse Milne-Edwards zoológusoktól tanult, a Gießeni Egyetemen pedig Rudolf Leuckarttól. 1861-ben visszatért Frankfurtba, ahol az Ausztriából száműzött István főherceg személyes orvosa volt.
1863-tól a Freiburgi Egyetem összehasonlító anatómiai és zoológiai docense, 1866-tól magántanára, 1873-tól 1912-ig, visszavonulásáig, professzora volt. Weismann volt a zoológiai tanszék első vezetője és a helyi Zoológiai Intézet igazgatója.
1867-ben feleségül vette Marie Dorothea Grubert, akitől négy lánya és egy fia született. Fia, Julius Weismann neves zeneszerző lett.

## Munkássága
Miután megismerkedett Darwin könyvével, Weismann összehasonlította azt a teremtéselmélettel. Egyik korai munkájában, az Über die Berechtigung der Darwin'schen Theorie-ban (A darwini elmélet jogosultságáról) összehasonlította egymással a két elméletet és arra a következtetésre jutott, hogy a biológiai számos ténye beilleszthető az evolúcióelméletbe és amelyeket a bibliai teremtés nem tud magyarázni. Ettől kezdve az evolúciót tényként kezelte. Az öröklődésről és szerepéről az evolúcióban nézetei idővel változtak.
A 19. század második felében még ismeretlen volt az öröklődés mechanizmusa (bár Mendel felfedezte a géneket, eredményei nem kerültek be a köztudatba és a 20. század elején újra fel kellett fedezni munkáját) és Weismann idejében vált általánosan elismertté, hogy sejt csak sejtből keletkezhet, valamint, hogy a sejtmagnak és a kromoszómáknak köze lehet az öröklődésnek (részben éppen Weismann által).
Az 1860-as és 70-es években a közvélekedés az volt, hogy a természetes szelekcióhoz szükséges változatosságot a környezet hatása állítja elő, a fejlődési rendellenességek révén. Weismann is úgy vélte 1876-ban, hogy a faj változása a környezet közvetlen befolyása révén történik meg. Így írt: "ha minden variációt a szervezet külső körülményekhez való reagálásának, a fejlődés öröklött vonalától való eltérésnek veszünk, ebből az következik, hogy nem történhet evolúció a környezet változása nélkül". Írásában használta a klasszikus lamarcki példát a szervek használatáról és nemhasználatkor való visszafejlődéséről.
1883-ra nézetei megváltoztak. Az Über die Vererbung (Az öröklődésről) című előadásában márúgy érvel, hogy egyes jelenségek, mint a hangyák szaporodásképtelen dolgozói, nem magyarázhatóak öröklődő szerzett tulajdonságokkal, míg az ivarsejtek genetikai anyagának (az ő terminológiájával csíraplazmájának) átörökítésével igen. Weismann azt is kimutatta, hogyan magyarázhatóak a Lamarck műveiben felhozott példák (mint a háziasított vízimadarak erősebb lábai és gyengébb szárnyai) a használat/nemhasználat elve nélkül.
1890-ben tengeri sünök petesejtjein tanulmányozta a nem sokkal korábban felfedezett meiózist; ő nevezte el az egymást követő két osztódást egyenlítői és redukciós osztódásnak (Äquatorialteilung és Reduktionsteilung). Felfedezte, hogy a kromoszómák számát felező folyamat teszi lehetővé, hogy a két ivarsejt egyesülésével járó megtermékenyítés során a fajra jellemző kromoszómaszámú egyed jöhessen létre.
Csíraplazma-elmélete szerint a szervezet genetikai információját csak az ivarsejtek, a csíraplazma adja tovább, a testi sejtek pedig egyáltalán nem. Bármilyen környezeti hatás éri a test szöveteit (legyen az előnyös, mint az izomnövekedés testgyakorlás hatására, vagy káros, mint egy baleset vagy betegség), az az utódokra semmilyen hatással sincs. Elméletét kortársai (és még jóval később is, mielőtt evidenciaként elfogadták volna) weismannizmusnak nevezték.
Elméletét alátámasztandó, elvégzett egy kísérletet: 68 fehér egeret öt generáción át tenyésztett és valamennyinek levágta a farkát. Az eredmény az volt, hogy "901 ivadék született mesterségesen megcsonkított szülőktől és ennek ellenére egyetlen példa sem volt a csökevényes vagy valami más módon abnormális szervre". Tisztában volt kísérletei korlátaival és elsődleges célja az volt, hogy megcáfolja az akkor népszerű állításokat a csonkítások örökölhetőségéről (például említ egy történetet, miszerint egy levágott farkú macska utódai és faroktalanok voltak). Egyesek szerint voltak zsidók, akik fityma nélkül születtek. Weismann megcáfolta a szerzett tulajdonságok örökölhetőségének elméletét és ezzel kihúzta a talajt a sokak szemében népszerű lamarckizmus alól is.

## Magyarul
- Weismann Ágost: Az élet határai; ford., bev. Cserny Dezső; Fejér-Glatter Ny., Bp., 1914 (Darwin-könyvtár)

## Fordítás
- Ez a szócikk részben vagy egészben  az   August Weismann című angol Wikipédia-szócikk ezen változatának fordításán alapul.  Az eredeti cikk szerkesztőit annak laptörténete sorolja fel. Ez a jelzés csupán a megfogalmazás eredetét és a szerzői jogokat jelzi, nem szolgál a cikkben szereplő információk forrásmegjelöléseként.